# 1−2+4−8+…
数学において、1 − 2 + 4 − 8 + ...は項が連続する2の冪で符号が交互に繰りかえす無限級数である。等比数列としては、初項 1 と公比 -2 で特徴付けられる。
{\displaystyle \sum _{k=0}^{n}(-2)^{k}}
これは実数の級数として発散するので、普通の意味では和を持たない。もっと広く解釈すると、この級数は一般化された和 1/3 をもつ。

## 歴史上の議論
ゴットフリート・ライプニッツは、早くも1673年に、発散する交代級数である1 − 2 + 4 − 8 + 16 − ...を考察した。左または右で減算することによって、正または負の無限大が得られるので、どちらの答えも誤りであり、全体としては有限であるべきだ、と彼は主張した。
「さて、もしその2つのどちらも不可能であるか、またはむしろその2つのどちらが可能であるかを決めることができないならば、普通に考えて中間を選ぶ。そして、全体は有限の量に等しい。」
ライプニッツは、この級数が和を持つことを完全には断言しなかったが、メルカトルの手法を用いることにより、⅓ に収束するという仮説を確かに推測した 。ある級数が、和として実際に足し合わせることなしに、何らかの有限量と等しくなるという姿勢は、18世紀にはよくあることだったが、現代数学においては全く注目されていない。
クリスティアン・ヴォルフが、1712年半ばにライプニッツのグランディ級数に対する扱いを読んだ後、ヴォルフはその解法にとても喜び、算術平均の手法を 1 − 2 + 4 − 8 + 16 − ... のような他の級数にも拡張しようとした。手短に言うと、この級数の部分和を最後から2番目の項の関数として表現すると、 (4m + 1)/3 または (−4n + 1)/3 を得る。これらの値の平均は (2m − 2n + 1)/3 であり、無限大において m = n であると仮定すれば、級数の値として 1/3 が得られる。ライプニッツは自分の解法をこのように拡張することはできないだろうと直感し、ヴォルフの考えは面白いがいくつかの理由で無効であると返事を書いた。となりあった部分和の算術平均はどんな値にも収束せず、すべての有限の場合に対して n = 2m であって n = m ではない。一般に、和をもつ級数の項は0に減少しなければならない。1 − 1 + 1 − 1 + ... でさえそのような級数の極限として表現できるのだ。ライプニッツはヴォルフに、考え直して「科学と彼自身にとって価値あるものを生み出す」（"might produce something worthy of science and himself"）ように助言した。

## 現代的手法

### 幾何級数
正則性、線型性、安定性をもつ任意の総和法は幾何級数を次のように計算する。
{\displaystyle \sum _{k=0}^{\infty }ar^{k}={\frac {a}{1-r}}.}
この場合、a = 1 と r = −2 なので、和は 1/3 である。

### オイラーの総和法
レオンハルト・オイラーは、1775年に Institutiones において、現在では1 − 2 + 4 − 8 + ... のオイラー変換と呼ばれるものを事実上用い、収束級数
1/2 − 1/4 + 1/8 − 1/16 + ... に到達した。後者の和は 1/3 であるので、オイラーは 1 − 2 + 4 − 8 + ... = ⅓ と結論付けた。無限級数に対する彼の考えは完全には現代的アプローチには従わない。今日では 1 − 2 + 4 − 8 + ... は Euler summable であり、そのオイラー和は 1/3 であると言う。

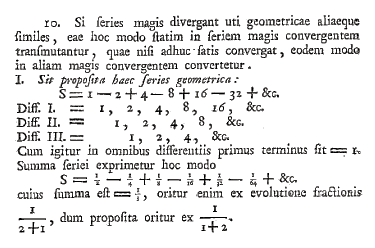
Excerpt from the Institutiones

オイラー変換は、正の項からなる数列から始める。
a0 = 1,
a1 = 2,
a2 = 4,
a3 = 8, ... .
すると差分の列は
Δa0 = a1 − a0 = 2 − 1 = 1,
Δa1 = a2 − a1 = 4 − 2 = 2,
Δa2 = a3 − a2 = 8 − 4 = 4,
Δa3 = a4 − a3 = 16 − 8 = 8, ...,
となり、全く同じ列である。したがって差分をとることを繰り返した列はどれもすべての n に対して Δna0 = 1 で始まる。そのオイラー変換は以下の級数である。
{\displaystyle {\frac {a_{0}}{2}}-{\frac {\Delta a_{0}}{4}}+{\frac {\Delta ^{2}a_{0}}{8}}-{\frac {\Delta ^{3}a_{0}}{16}}+\cdots ={\frac {1}{2}}-{\frac {1}{4}}+{\frac {1}{8}}-{\frac {1}{16}}+\cdots .}
これは収束幾何級数で、その和は通常の公式により 1/3 である。

### ボレルの総和法
1 − 2 + 4 − 8 + ... の ボレル総和はまた 1/3 である。エミール・ボレルが1896年にボレル和の極限公式を導入したとき、これは 1 − 1 + 1 − 1 + ... に続く彼の最初の例の1つだった。